# LMBT jogok Mexikóban
A Leszbikus, meleg, biszexuális és transznemű (LMBT) emberek jogai a 21. századra, követve a nemzetközi trendet, jelentősen javultak Mexikóban.

## Története
Az országban 1871-ben dekriminalizálták a homoszexualitást, amikor a Napoleóni törvénykönyvet vezették be a francia forradalom és Mexikó 1862-1867 közötti francia megszállásának hatására. Ennek ellenére a hatóságok a "közerkölcs elleni bűncselekmény" és "szemérmetlenség"-re hivatkozva még hosszú ideig üldözték az LMBT embereket.
A történelem folyamán a szexuális másság iránti tolerancia jelenvolt a különböző indián, bennszülött népcsoportokban, különösen a zapotékok és mayák körében.
A külföldi és hazai kulturális hatások nyomán az LMBT emberek iránti elfogadás és attítűd Mexikó-szerte megváltozott. Ez elsősorban Mexikóvárosban és olyan jelentős, nagyvárosokban tapasztalható, mint Guadalajara, Monterrey vagy Tijuana, ahol színvonalasabb oktatás érhető el és több külföldi van jelen valamint a külföldi médiatermékek fogyasztása magasabb. Az 1970-es évek óta az USA-ban levő meleg felszabadítási mozgalom valamint az 1968-as tlatelolcói mészárlás hatására több LMBTQ szervezet is megalakult. Az első melegfelvonulás 1979-ben Mexikóvárosban volt, majd 1996 óta Guadalajara és 2001 óta Monterrey is rendez Pride felvonulást.
2015. június 3-án Mexikó Legfelsőbb bírósága jogi állásfoglalást adott ki, amelyben átírta a házasság jogi fogalmát, amit az azonos nemű párokra is kiterjesztettek, alkotmányellenesnek minősítette a bíróság azt, hogy a házasságot csak férfi és nő esetén ismerték el és felszólította a különböző mexikói államok törvényhozásait hogy terjesszék ki a házasság intézményét az azonos nemű párokra is. 2022. december 31-ig az összes mexikói állam életbe léptetett az azonos neműek házasságát a törvényhozásaikban. Emellett Campeche, Coahuila, Mexikóváros, Michoacán, Sinaloa, Tlaxcala és Veracruz államokban a bejegyzett élettársi kapcsolat intézménye heteroszexuális párok számára is elérhető.
A politikában komoly változásokat a balközép Demokratikus Forradalom Pártja és olyan kisebb baloldali és liberális pártok mint a Munkáspárt és az Állampolgári Mozgalom ért el az LMBT jogok terén, valamint a centrista Intézményes Forradalmi Párt és újabban a Nemzeti Újjászületési Mozgalom.

## LMBT történelem
- 1542: Hernán Cortes megkezdi szodómiaellenes kampányát Cholulában. Akkoriban a bennszülött, indiánok között a homoszexualitást elfogadott volt. Viszont Cortés a spanyol király nevében szodómiaellenes rendeletek hozott.[9]
- 1569: II. Fülöp spanyol király utasítására létrehozzák a mai Mexikó területén az Inkvizíció ottani hivatalát. Az azonos neműek közötti szexuális érintkezés eretneknek számított innentől, a homoszexuálisokra rendszerint nyilvános megszégyenítés, korbácsolás várt.[1]
- 1871: A francia forradalom értelmiségre gyakorolt befolyása és az 1862-67-es francia megszállás hatására a Napóleóni törvénykönyvet bevezették, amivel eltörölték a házasságon kívüli szex büntethetőségét, az azonos neműek közötti nemi érintkezést sem büntették innentől.
- 1901: A rendőrség rajtaütött Mexikóvárosban egy bálon, ahol férfinak nőnek voltak beöltözve, ott 42 férfit tartóztattak le. Egyiket, aki Porfirio Díaz, mexikói elnök közeli rokona volt, kiengedték. A rajtaütés nagy botrány volt és nagy sajtónyilvánosságot kapott, amit Mexikóban a "41 férfi tánca" néven vált ismertté.
- 1959: Ernesto Uruchurtu Mexikóváros polgármester elrendelte a város összes melegbárjának bezárását, hogy "megtisztítsa a bűntől" a várost és hogy kevésbé legyen látható a homoszexualitás jelenléte.
- 1971: A Sears áruház egyik alkalmazottját kirúgták mert munkáltatója megvádolta, hogy meleg. Az ügy nyilvánosságot kapott és felháborodást okozott, aminek hatására megalakult Latin-Amerika első LMBT jogi szervezete a Homoszexuális Felszabadítási Front.
- 1979: Megrendezik Mexikóvárosban az ország első melegfelvonulását.[10]
- 1982: Max Mejía, Pedro Preciado, és Claudia Hinojosa voltak az első, nyíltan LMBT személyek, akik a kongresszusi választáson, politikusként indultak.[11]
- 1991: Mexikó volt a házigazdája a Nemzetközi Meleg és Leszbikus Szövetsége konferenciának, ami az első Európán kívüli helyszín volt.
- 1997: Patria Jimenéz személyében megválasztják Mexikóváros és egyben az ország első leszbikus politikusát képviselőnek.[12]
- 2006: Mexikóváros kormányzósága törvényesíti az azonos neműek élettársi kapcsolatát.[13]

## Diszkrimináció ellenes védelem
2003-ban a szövetségi törvényhozás, Mexikó Kongresszusa jóváhagyta a Diszkrimináció megelőzéséről és eltörléséről szóló szövetségi törvényt (Ley Federal para Prevenir y Eliminar la Discriminación) amely védet adottságnak minősítette a szexuális irányultságot. Ezt követően még ugyanebben az évben létrejött a Diszkriminációs Megelőzési Nemzeti Tanács, amelynek kormányzati ügynökségként feladat a diszkrimináció elleni harc. Ezzel Ecuador után Mexikó volt a második latin-amerikai ország amely az LMBT emberek védelmében diszkrimináció ellenes törvényeket hozott.

## Életkörülmények
Az LMBT közösség szociális élete a nagyvárosokban koncentrálódik, a legnagyobb Mexikóváros Zona Rosa-negyede, ahol 50 melegbár és diszkó található. Az ország fővárosának közelében, Mexico államban is jelentős LMBT élet van. Vannak viszont akik szerint Guadalajarának, az ország második legnépesebb városának van jelentősebb LMBT élete.
Egyéb, jelentős LMBT közösségi élettel bíró városnak számít a határváros Tijuana, a szintén északi nagyváros Monterrey, az ország közepén levő Puebla és León városok valamint Veracrúz város.
Az LMBT turizmus szintén jelentőssé vált, elsősorban Puerto Vallartán és Cancúnban, emellett Mexikóváros, Oaxaca, Puebla, Coahuila és Morelos állam is "meleg-barát" úticélnak számítanak.

## Kultúra

### Televízió
A két fő televíziótársaság a Televisa és TV Azteca a szexuális témájú kérdéseket főleg a talk showkban és a hírműsorokban taglalta. Mexikóban hosszú ideig erős tendencia volt az öncenzúrára, ami miatt a homoszexualitás nem volt ábrázolva, hacsak nem a HIV/AIDS-szel kapcsolatban volt ábrázolva.
Az 1990-es évektől kezdve egyre több meleg karaktert ábrázoltak a mexikói sitcomokban és telenovellákban. Az első LMBT karakter, egy leszbikus nő volt a TV Azteca 1996-os Nada personal című telenovellájában. A TV Azteca 1999-es La vida en el espejo telenovellájában José María Yazpik egy meleg férfit játszott, amit a kritikusok is elismertek, ugyanis a meleg karaktert méltósággal és nem sztereotipikusan ábrázolták. Ugyanennek a televíziótársaság más telenovelláiban is ábrázoltak melegeket, mint az 1997-es Női pillantásban, amiben  Margarita Gralia leszbikus karaktert alakított és a 2001-es Amikor az enyém leszel telenovellában Juan Pablo Medina alakított meleg karaktert és a 2004-es La Heredera című telenovellában Juan Manuel Bernal alakított meleg karaktert.
A Televisanál az 1998-as Titkok és szerelmek című telenovellában a Mauricio Herrera színész által megformált Franco volt az első egyik nyíltan meleg karakter, a 2009-es Kettős játszma telenovellában Julián Gil egy biszexuális, Ulises nevű karakter játszott.
A Kettős játszma után pár hónappal a Televisán vetített Los exitosos Pérez telenovellában a központi téma az volt, hogy a melegeknek elő kell-e bújniuk vagy sem. A Jaime Camil és José Ron által megformált karakterek közti csókot nem engedte adásba a Televisa, ami miatt Jaime Camil kritizálta a televíziótársaságot.
Az antológiai sorozatokban mint a Mujer casos de la vida real, Como dice el dicho és a La Rosa de Guadalupe rendszeresen feltűnnek LMBT karakterek.
A Mi marido tiene familia és annak spin-offjában az El corazón nunca se equivoca című telenovellákban meleg kamaszok a főszereplők, mindkét telenovella Mexikóban magas nézettséget ért el.